# Anoplodera peregrina
Anoplodera peregrina är en skalbaggsart som beskrevs av Holzschuh 1993. Anoplodera peregrina ingår i släktet Anoplodera och familjen långhorningar. Inga underarter finns listade i Catalogue of Life.